# MN 8. Gépesített Lövészhadosztály
A Magyar Néphadsereg 8. Gépesített Lövészhadosztály a Magyar Néphadsereg első lépcsős alakulata volt 1957 és 1987 között. Jogutód nélkül került felszámolásra. Megmaradt alakulatait az 1. Gépesített Hadtest és a 2. Gépesített Hadtest között osztották fel.

## Története
A 8. Gépkocsizó Lövészhadosztály 1958. szeptember 1-én alakult újra meg Békéscsabán. Első parancsnoka Oláh István volt, aki később honvédelmi miniszter lett.
1963-ban átdiszlokálásra került Zalaegerszegre a Petőfi Sándor Laktanyába mint első lépcsős támadó magasabbegység. Ekkor a MN 9. Gépkocsizó Lövészhadosztálytól átkerültek alakulatok a zalaegerszegi hadosztályhoz.
A nyugati határhoz legközelebb hadosztályként lett a Magyar Néphadsereg legjobban felszerelt hadosztálya. Az alakulatok 90-95%-ban voltak feltöltve, közel hadilétszámon.
1968 nyarán ezért is lett kiválasztva a hadosztály a szövetséges ország, Csehszlovákia katonai megszállásában való részvételre. A Rétság-Pásztó térségbe egy nap leforgása alatt teljes titoktartásban települt át a magasabbegység és 1968. augusztus 20-án éjfélkor 10 ezer katonával, 155 harckocsival és 99 harci repülővel átlépte a csehszlovák határt. Lefegyverezte a határőröket és a csendőröket, s megindult a kijelölt megszállási zóna elfoglalására. Ez a terület 10 ezer négyzetkilométerre rúgott, ahol 10 helyőrséget kellett létrehozniuk, többek között Nyitrán és Érsekújvárban. Hivatalosan 4 fő katona halt meg, de senki sem harci esemény következtében.
1973-ban a gépkocsizó megnevezés gépesítettre változott, mivel az alakulatok átfegyverezték PSZH-ra, illetve a 93. Páncéltörő Tüzérosztály Marcaliból Szombathelyre költözött. 1976-ban a nagykanizsai MN 18. Légvédelmi Tüzérosztályt a MN 9. Gépesített Lövészhadosztálytól átadták, míg a győri 14. Légvédelmi Tüzérezred a tatai MN 11. Harckocsi Hadosztály alárendeltségébe került. Szintén 1976-ban az MN 42. Felderítő Zászlóalj Újdörögdről Szombathely helyőrségbe diszlokált.
Az 1980-as években egyes gépesített lövészezredek lecserélték a PSZH-kat BMP-1-re.
1982–84 között Borsits László irányította a hadosztályt. 1984–86 között pedig Gyuricza Béla.
1987-ben a hadosztályt a RUBIN-feladat értelmében felszámolták és a megmaradt alakulatokat átszervezték.

## Magasabbegység alakulatai

### 1968-ban alárendelt alakulatok
- MN 14. Gépkocsizó Lövészezred - Nagykanizsa
- MN 33. Gépkocsizó Lövészezred - Zalaegerszeg
- MN 63. Gépkocsizó Lövészezred - Nagyatád
- MN 8. Harckocsi Ezred - Tapolca
- MN 42. Felderítő Zászlóalj - Újdörögd
- MN 38. Harckocsi Felderítő Zászlóalj (harcászati rakétaosztály) - Tapolca
- MN 8. Tüzér Törzsüteg Zalaegerszeg
- MN 20. Tüzérezred - Marcali
- MN 93. Páncéltörő Tüzérosztály - Marcali
- MN 14. Légvédelmi Tüzérosztály - Győr

### 1987. előtti utolsó szervezet szerinti alárendelt alakulatok
- MN 14. Gépesített Lövészezred - Nagykanizsa
- MN 33. Gépesített Lövészezred - Zalaegerszeg
- MN 63. Gépesített Lövészezred - Nagyatád
- MH 8. Harckocsiezred - Tapolca
- MN 38. Harckocsi Felderítő Zászlóalj (Harcászati Rakétaosztály) - Tapolca
- MN 20. Tüzérezred - Marcali
- MN 93. Páncéltörő Tüzérosztály - Szombathely
- MN 18. Légvédelmi Tüzérezred - Nagykanizsa
- MN 36. Műszaki Utász Zászlóalj - Marcali
- MN 42. Felderítő Zászlóalj - Szombathely
- MN 134. Híradó Zászlóalj - Zalaegerszeg
- MN 73. Vegyivédelmi Század - Szombathely
- MN 8. Rádiótechnikai Század - Zalaegerszeg
- MN 95. Ellátó Zászlóalj - Zalaegerszeg
- MN 59. Egészségügyi Zászlóalj - Nagykanizsa
- MN 84. Javító Zászlóalj - Zalaegerszeg
- MN 98. Rendészeti Komendáns Zászlóalj - Zalaegerszeg